# Pseudometopia latifascia
Pseudometopia latifascia är en insektsart som först beskrevs av Walker 1851.  Pseudometopia latifascia ingår i släktet Pseudometopia och familjen dvärgstritar. Inga underarter finns listade i Catalogue of Life.